# Біметалізм

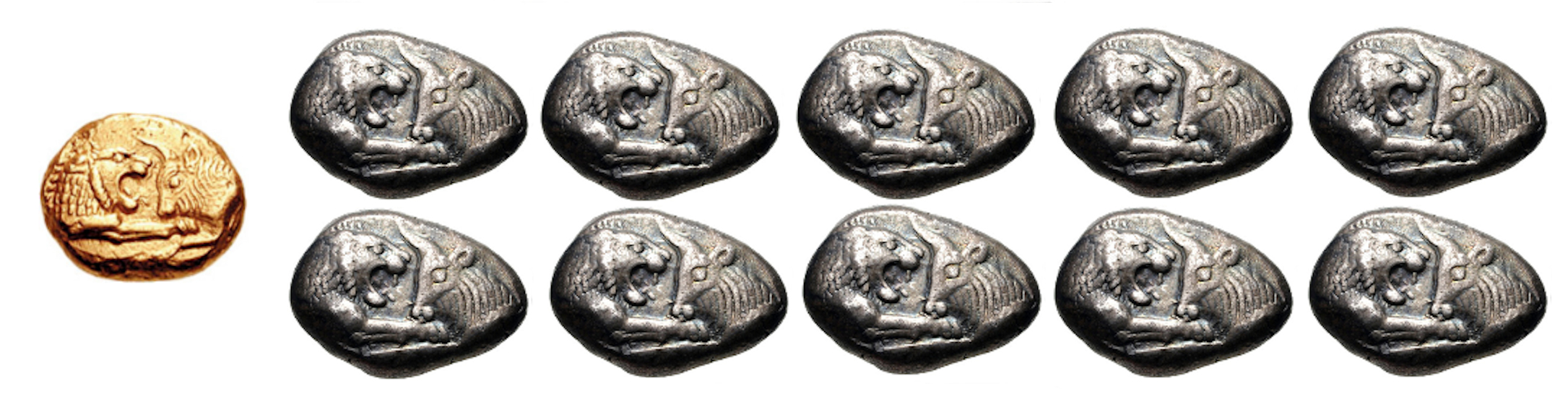
Монети лідійського царя Креза. Біметалічний еквівалент: вартість однієї золотої монети вагою 8.1 грамів дорівнювала вартості десяти срібних монет вагою 10.8 грамів.

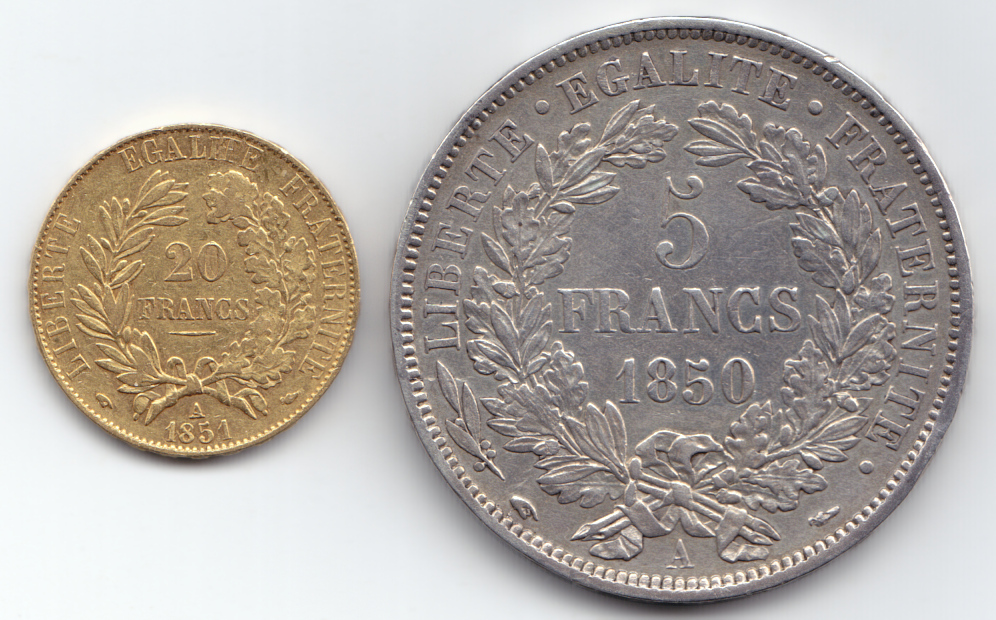
Золота монета 20 франків та срібна 5 франків, періоду Другої Французької республіки. Вага 6,41 і 24,94 р. Це співвідношення золота до срібла (1:15,5) пізніше було прийнято Латинським монетним союзом.

Біметалізм — грошова система, за якою в основі грошового обігу були два метали — золото і срібло. В XVI — XIX століттях існувало дві різновидності біметалізму:
1. система паралельного обігу золотих і срібних монет, при якій співвідношення між ними встановлювалось стихійно за вартістю вміщеного в них металу
2. система подвійного обігу, при якій зберігалось вільне карбування монет з обох металів, але їхнє вартісне співвідношення встановлювалось державою

Біметалізм був недосконалою грошовою системою, бо два метали являли собою мірило вартості, що суперечило природі грошей як єдиного загального еквівалента. Значне знецінення срібла наприкінці XIX століття через здешевлення його виробництва, призвело до того, що США, Франція та інші країни припинили вільне карбування срібла. Закони економічного розвитку примусили поступово перейти на іншу грошову систему — монометалізм, в основі якої лежить золото.